# Peter Shaffer
Sir Peter Levin Shaffer CBE (Liverpool, 15 mei 1926 – Curraheen bij Bishopstown, County Cork, 6 juni 2016) was een Britse toneelschrijver. Zijn bekendste stukken zijn het "paardendrama" Equus uit 1973 en het op Mozarts laatste jaren geïnspireerde Amadeus uit 1979.

## Leven en werk
Peter Shaffer was een van drie zoons van het Joodse echtpaar Jack Shaffer, een makelaar, en Reka Shaffer née Fredman. Het gezin verhuisde in 1936 van zijn geboorteplaats Liverpool naar Londen. Van 1944 tot 1946 moest hij zijn dienstplicht vervullen door te werken in de kolenmijnen. Vanaf 1947 studeerde hij geschiedenis aan Trinity College van de Universiteit van Cambridge, waarbij hij deel uitmaakte van de studententoneelgroep Footlights, een kweekvijver van talent die vele bekende acteurs en auteurs heeft voortgebracht.
Na het behalen van zijn BA-diploma in 1950 vertrok hij naar New York met zijn identieke tweelingbroer Anthony Shaffer (later ook een succesvol toneelschrijver en scenarist). Ze werkten in een boekhandel en in de New York Public Library. Onder het gezamenlijke pseudoniem 'Peter Antony' publiceerden ze drie detectiveromans: The Woman in the Wardrobe (1951), How Doth the Little Crocodile? (1952) en Withered Murder (1955).
Vanaf 1954 woonde Peter Shaffer weer in Engeland en ging werken bij een Londense muziekuitgeverij. Later werd hij muziek- en literatuurcriticus.
Shaffers eerste toneelstuk The Salt Land werd in 1954 als hoorspel uitgezonden door de BBC en was in 1955 te zien als televisiespel op ITV. Hij vestigde zijn reputatie als toneelschrijver definitief met Five Finger Exercise, dat in 1958 in première ging onder regie van John Gielgud. Ook succesvol waren de eenakters The Private Ear & The Public Eye (1962) met Maggie Smith in de vrouwelijke hoofdrol. Van deze "double bill" werkte Shaffer The Public Eye in 1972 om tot het filmscenario voor Follow Me! van Carol Reed met in de hoofdrol Mia Farrow.
Vanaf 1964 was Shaffer verbonden aan het National Theatre in Londen, waarvoor hij sindsdien bijna al zijn toneelwerk schreef. In dat jaar volgde The Royal Hunt of the Sun (verfilmd in 1969). In 1965 ging de eenakter Black Comedy in première met rollen voor Maggie Smith, Albert Finney en Derek Jacobi.
Voor zijn drama's ontving Shaffer diverse prijzen, zoals de Evening Standard Award (1958) en de New York Drama Critics' Circle Award (1960). Zijn bekendste stukken Equus (1973) en Amadeus (1979) kregen de Tony Award voor beste toneelstuk en werden meer dan 1000 keer opgevoerd op Broadway. Hij schreef zelf de scenario's voor de verfilmingen van Equus door Sidney Lumet (1977) en van Amadeus door Miloš Forman (1984). Voor dat laatste ontving hij zowel een Oscar voor beste bewerkte scenario als een Golden Globe.
Shaffer woonde in Londen en later in Manhattan (New York). Hij stierf in juni 2016 op 90-jarige leeftijd na een kort ziekbed tijdens een reis door Ierland. Shaffer en zijn partner Robert Leonard, die in 1990 op 49-jarige leeftijd was overleden, liggen samen begraven op Highgate Cemetery in Noord-Londen.

## Eerbewijzen
- In 1987 werd Shaffer benoemd tot Commander of the Most Excellent Order of the British Empire (CBE).
- In 1993 werd hem een eredoctoraat in de literatuur (Doctor of Letters) van de Universiteit van Bath toegekend.
- In 2001 ontving hij een knighthood en daarmee het predicaat "Sir".
- In 2007 kreeg Shaffer zijn plaats in de American Theatre Hall of Fame.

## Oeuvre

### Theaterstukken
- The Salt Land (1955)
- Five Finger Exercise (1958)
- The Private Ear (1962)
- The Public Eye (1962)
- The Royal Hunt of the Sun (1964)
- Black Comedy (1965)
- The White Liars (1967)
- Equus (1973)
- Shrivings (1974)
- Amadeus (1979)
- Yonadab (1985)
- Lettice and Lovage (1987)
- Whom Do I Have the Honour of Addressing? (1990)
- The Gift of the Gorgon (1993)

### Filmscenario's
- Follow Me! van Carol Reed (1972)
- Equus van Sidney Lumet (1977)
- Amadeus van Miloš Forman (1984)

## Secundaire literatuur
- Madeleine MacMurraugh-Kavanagh: Peter Shaffer: Theatre and Drama. MacMillan Press / St. Martin's Press / Springer, 1998. 208 pp. ISBN 9780333681688